# 前702年
| 千纪： | 前1千纪 |
| 世纪： | 前9世纪 \| 前8世纪 \| 前7世纪 |
| 年代： | 前730年代 \| 前720年代 \| 前710年代 \| 前700年代 \| 前690年代 \| 前680年代 \| 前670年代 |
| 年份： | 前707年 \| 前706年 \| 前705年 \| 前704年 \| 前703年 \| 前702年 \| 前701年 \| 前700年 \| 前699年 \| 前698年 \| 前697年 |
| 纪年： | 丁丑年（兔年）；周桓王十八年；魯桓公十年；秦出子二年；陳厲公五年；蔡桓侯十三年；鄭莊公四十二年；宋莊公九年；楚武王三十九年；齊僖公二十九年；晉侯緡五年；曲沃武公十四年；燕宣侯九年；衛宣公十七年；曹桓公五十五年；杞靖公二年 |

## 大事记
- 曹桓公卒，子曹莊公嗣位。
- 虢公郭仲向周桓王譖害大夫詹父，詹父無罪，幸得以自明，遂率周軍討伐虢國，郭仲逃亡虞國（山西平陸西）。
- 秦國軍隊送芮國故君萬回國復位。
- 虞國君主虞公向其弟虞叔索賄不止，虞叔怒，起兵叛，虞公出奔共池（山西平陸西）。
- 鄭、齊、衛三國聯軍攻魯國，戰於郎邑（山東魚台）（前706年，諸侯救齊國，鄭公子忽有功。齊國送禮物致謝，由魯國排定順序，以爵位為準，鄭國為伯爵，居於最後，乃於今年攻魯報復）[1]。